# Dougga
Dougga o Dugga o Thugga es una antigua ciudad situada en la gobernación de Béja en el noroeste de Túnez.
Por su interés histórico, este sitio fue clasificado como Patrimonio de la Humanidad por la Unesco en el año 1997. La ciudad se encuentra en pleno campo y todavía está alejada del crecimiento urbano, contrariamente a Cartago que fue multitud de veces reconstruido a lo largo del tiempo.
Este lugar es notable por su tamaño 70 hectáreas, la buena conservación de sus monumentos y la diversidad de las civilizaciones que la ocuparon, la púnica, la númida, la romana y la bizantina. Entre los monumentos más importantes de Dougga, encontramos el mausoleo líbico-púnico, el capitolio, el teatro, así como los templos de Saturno y el de Templo de Juno Caelestis.

## Mausoleo líbico-púnico
Se trata de uno de los poco ejemplos de arquitectura real numida, el otro ejemplo que se sitúa en Sabratha en la Libia actual. Esta tumba de 21 metros de altura edificada en el siglo II a. C. está dedicada a Atban, hijo de Iepmatath y de Palu. Sobre la cara norte del primero de los tres pisos, una ventana cerrada por una baldosa se abre a la cámara funeraria. Las otras caras están decoradas por falsas ventanas.
En el año 1842, con el fin de expoliar la inscripción real que lo adornaba, el cónsul británico en Túnez, Thomas Read, daña muy gravemente el monumento que debe su estado actual a la restauración del arqueólogo francés Luis Poinssot, que emprendió una reconstrucción a partir de los restos que cubrían el suelo. La inscripción bilingüe líbica y púnica se encuentra en el Museo Británico, esta lápida permitió descifrar los caracteres líbicos.

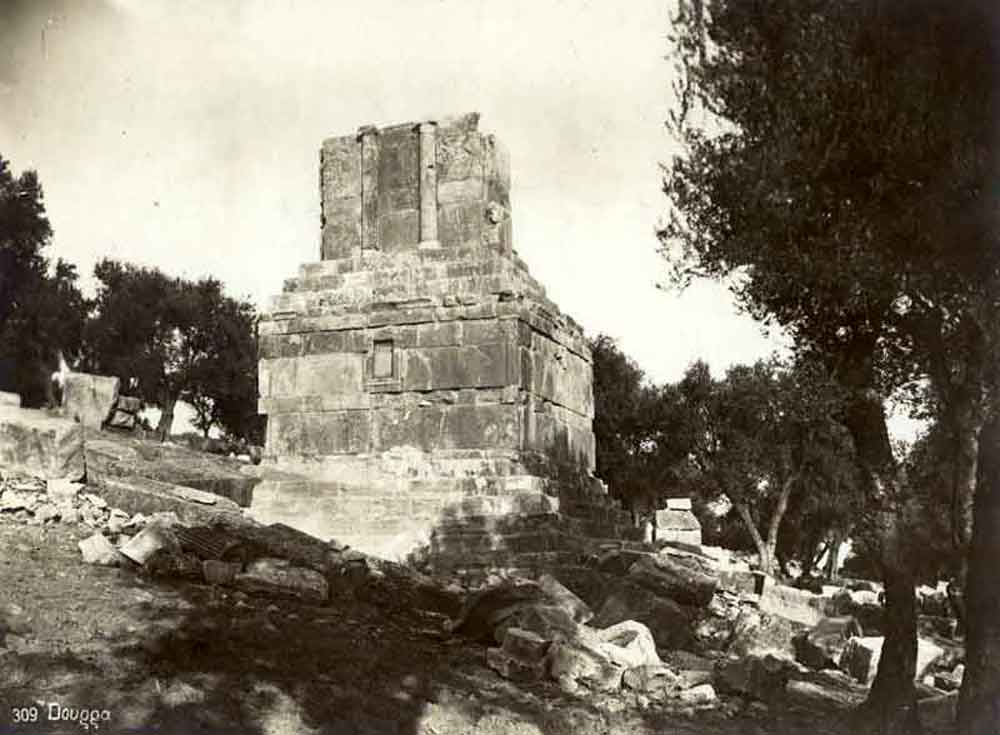
Mausoleo líbico-púnico antes de su restauración
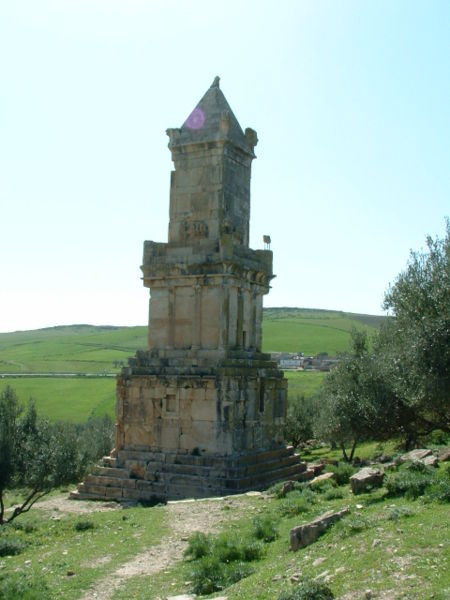
Mausoleo líbico-púnico después de su restauración

## Capitolio
Se trata de un templo romano del siglo II dedicado a la tríada protectora de Roma, Júpiter, Juno y Minerva. En el fondo del templo se levantaba una estatua colosal de Júpiter, en los accesos se sitúan la plaza de los Vientos. Cuando la ciudad esta en decadencia se transforma en una ciudadela bizantina, la que aprovecha una parte del templo que estaba ruinas.

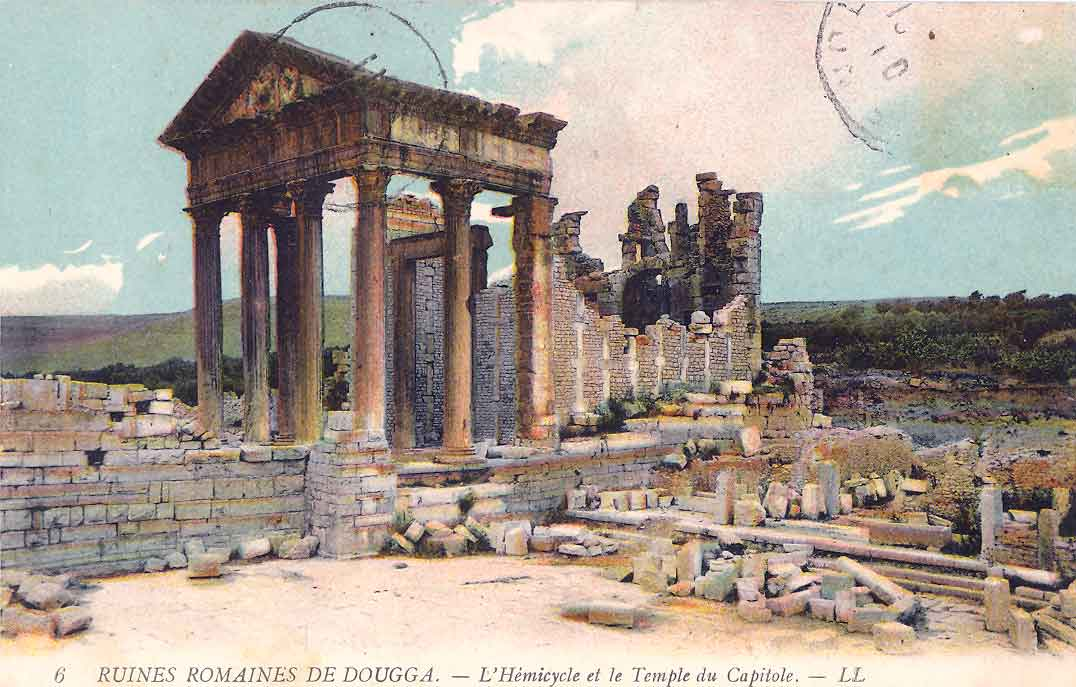
Capitolio (1900)
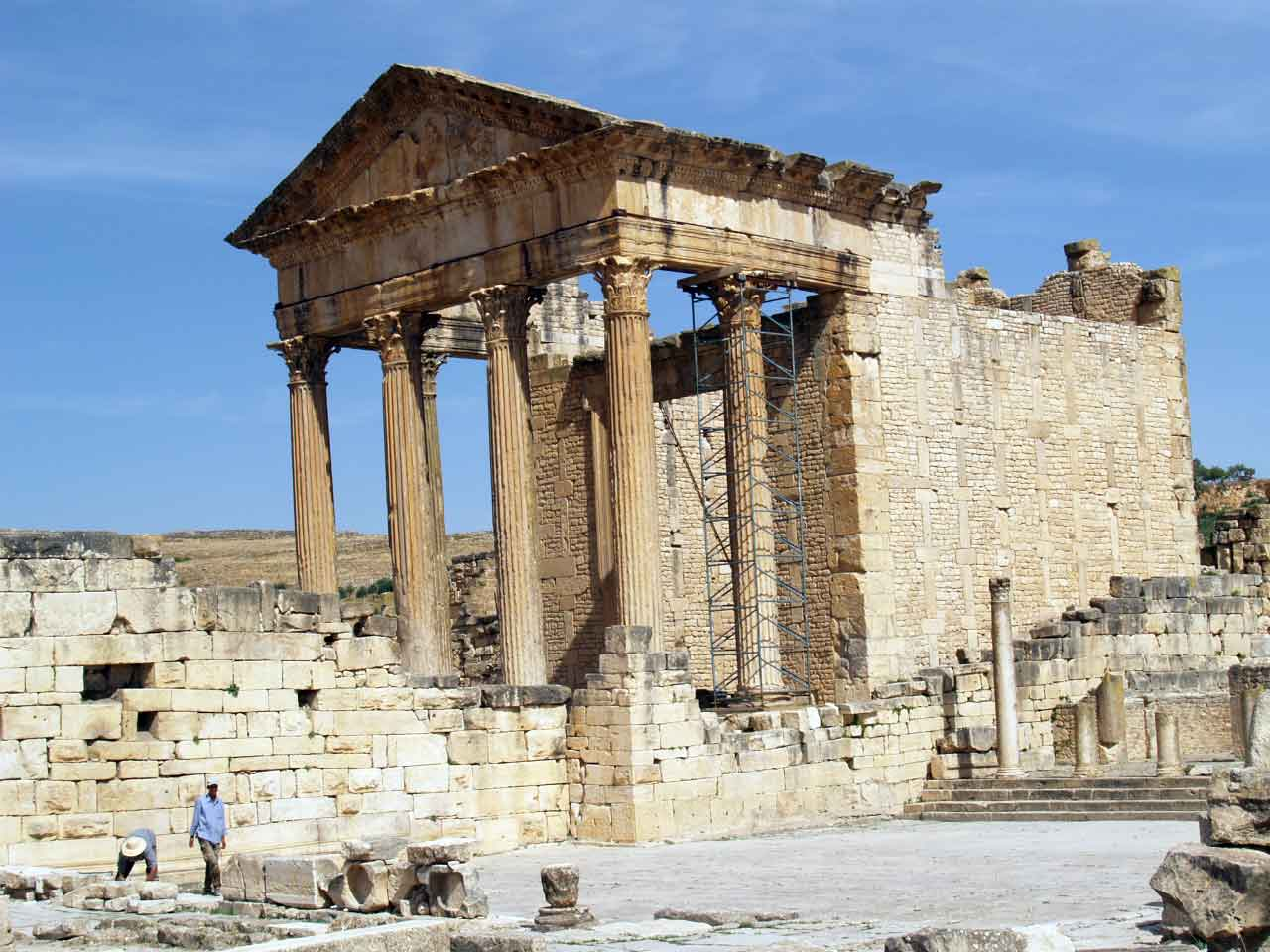
Capitolio (2006)
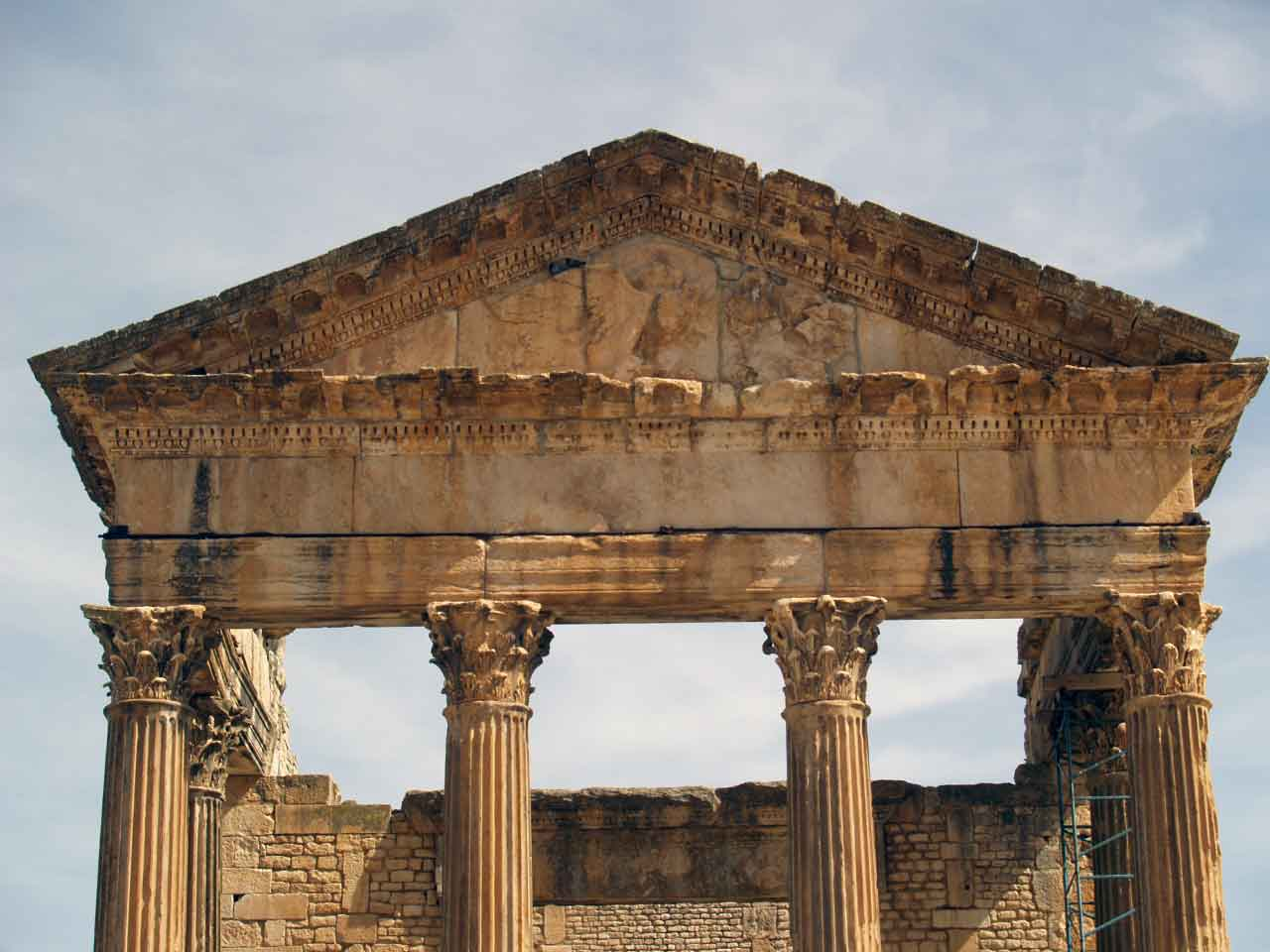
Frontón del Capitolio
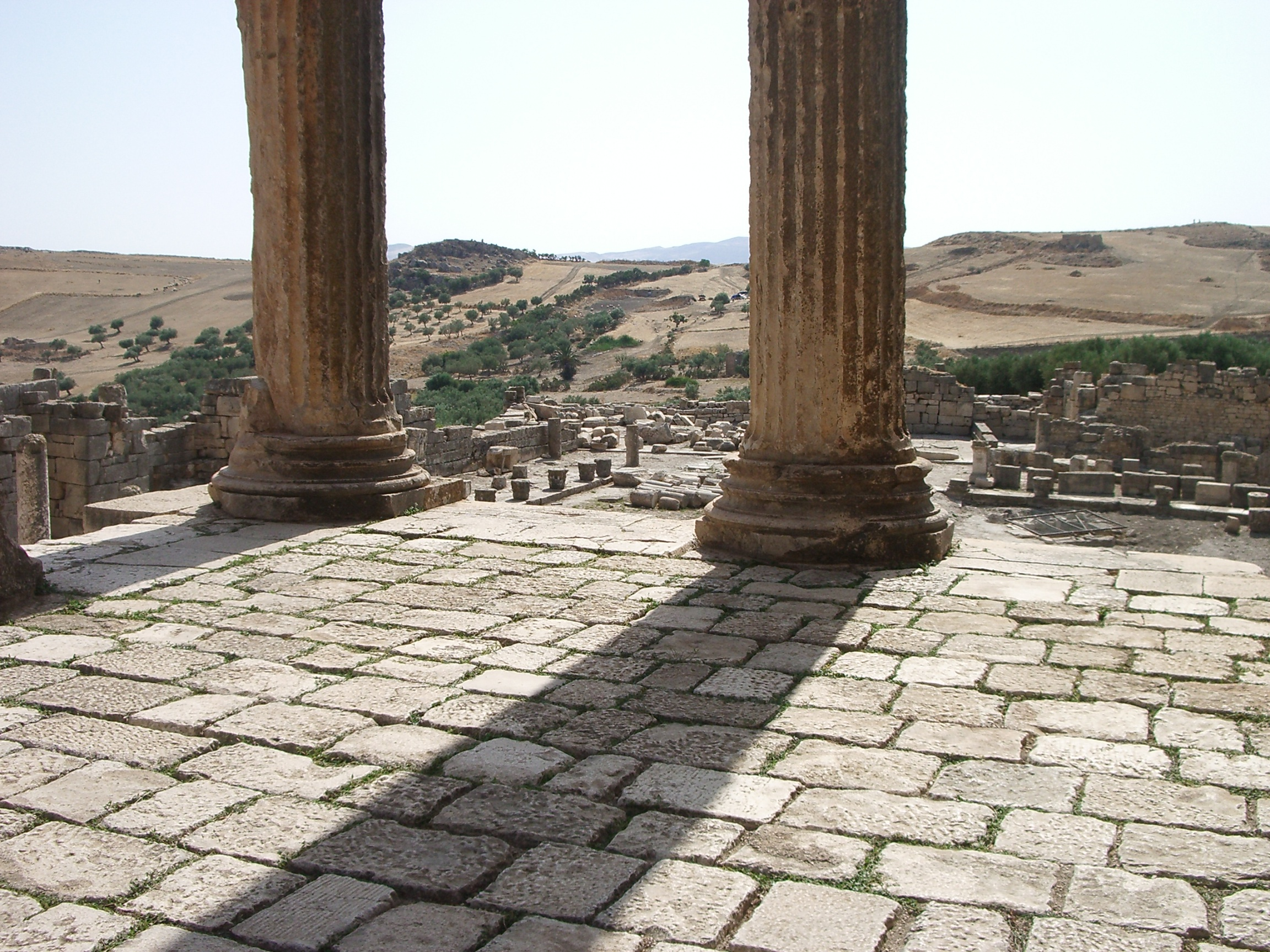
Vista desde el Capitolio

## Templo de Saturno
El templo de Saturno es el heredero de Baal Hammón púnico y consorte de Tanit/Caelestis. Los restos del templo (poco importantes al lado de los del Capitolio y del templo de Juno Caelestis) son particularmente interesantes por su ubicación, las ruinas que se levantan sobre un promontorio con vistas sobre un feraz valle cerealista.

## Templo de Juno Caelestis
Este templo de Juno Caelestis, dedicado a la heredera de la Tanit púnica, destaca por la excelente conservación de su recinto sagrado témenos delimitada por unas paredes que subsisten en gran parte a día de hoy. La forma del recinto de este templo del siglo III evocaría una media luna, símbolo de la divinidad.

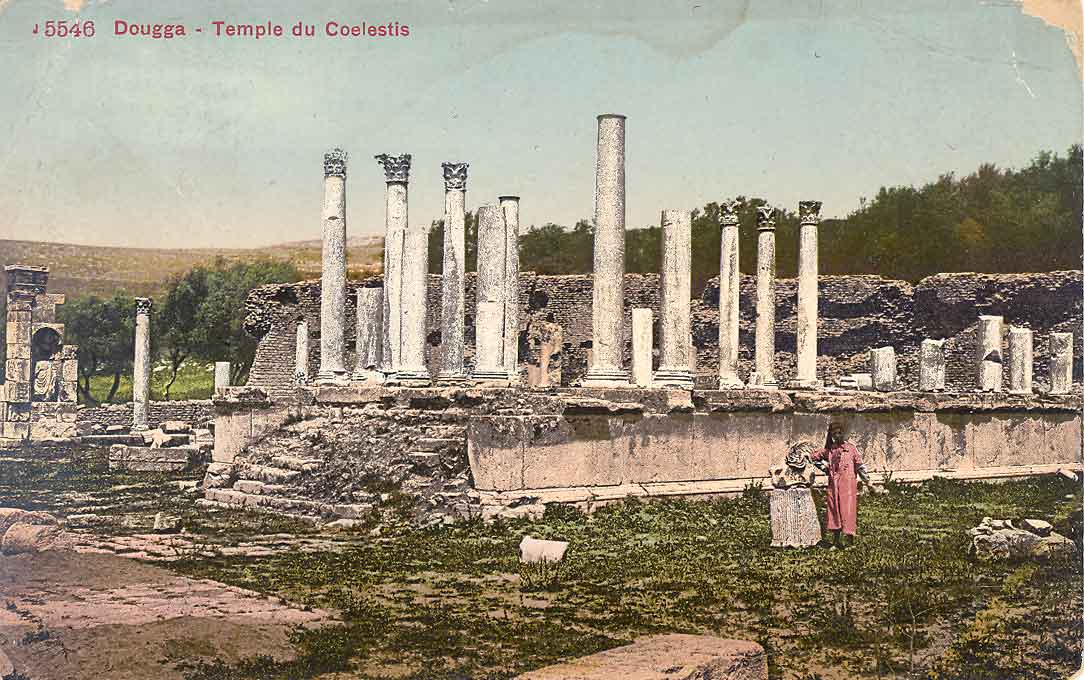
Templo de Juno Caelestis (1900)
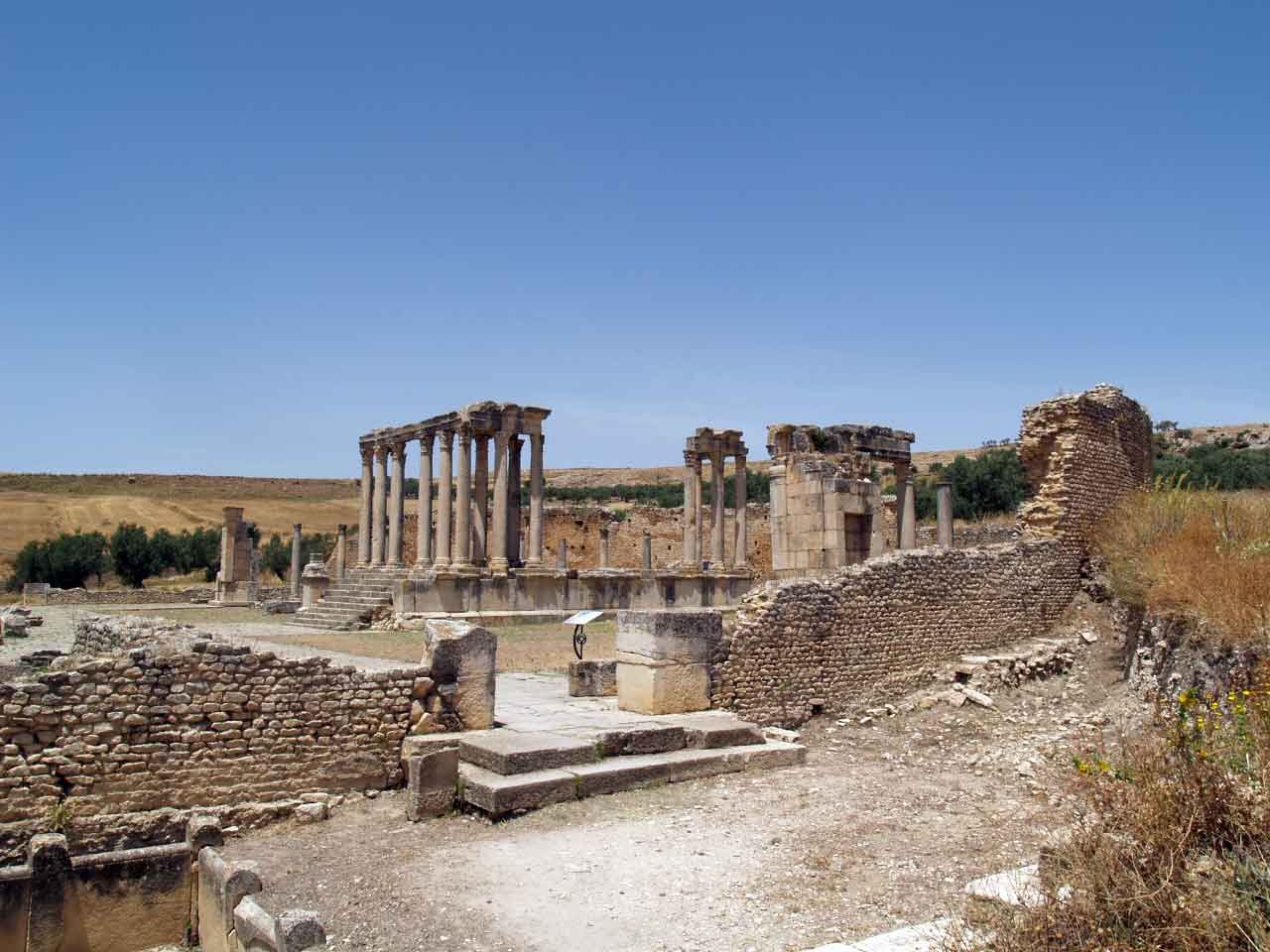
Templo de Juno Caelestis

## Teatro
Este teatro romano, construido hacia los años 168 o 169, es uno de los mejor conservados del África romana. Podía acoger a 3500 espectadores mientras que Dougga contaba con 5000 habitantes.
Su dedicatoria, grabada sobre el frontón de la escena y sobre el pórtico que dominaba la ciudad, recuerda que:

P. Marcius Quadratus, hijo de Quintus de la tribu Arnensis, flamén del divino Augusto, pontífice de la Colonia Julia Karthago, llamado en los cinco centuriones por el Emperador Augusto Antonino Pío, construyó con sus denarios para su patria, en reconocimiento de la dignidad de Flamen Perpetuo, un teatro, lo elevó desde los cimientos, con las basílicas, los xystes, una escena con cortinas y una ornamentación completa; y con ocasión de la dedicatoria, ofreció representaciones escénicas, distribuciones de víveres, un festín, y juegos gimnásticos.

El teatro todavía se representan obras clásicas, especialmente durante el Festival de Dougga.

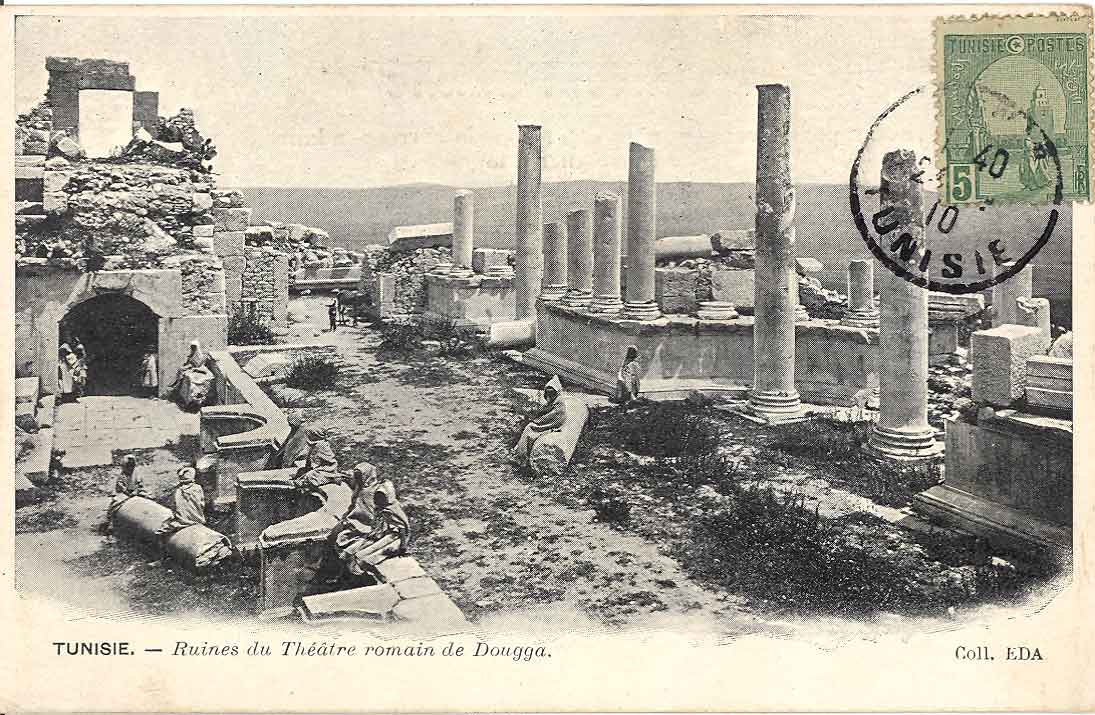
Teatro de Dougga (1900)
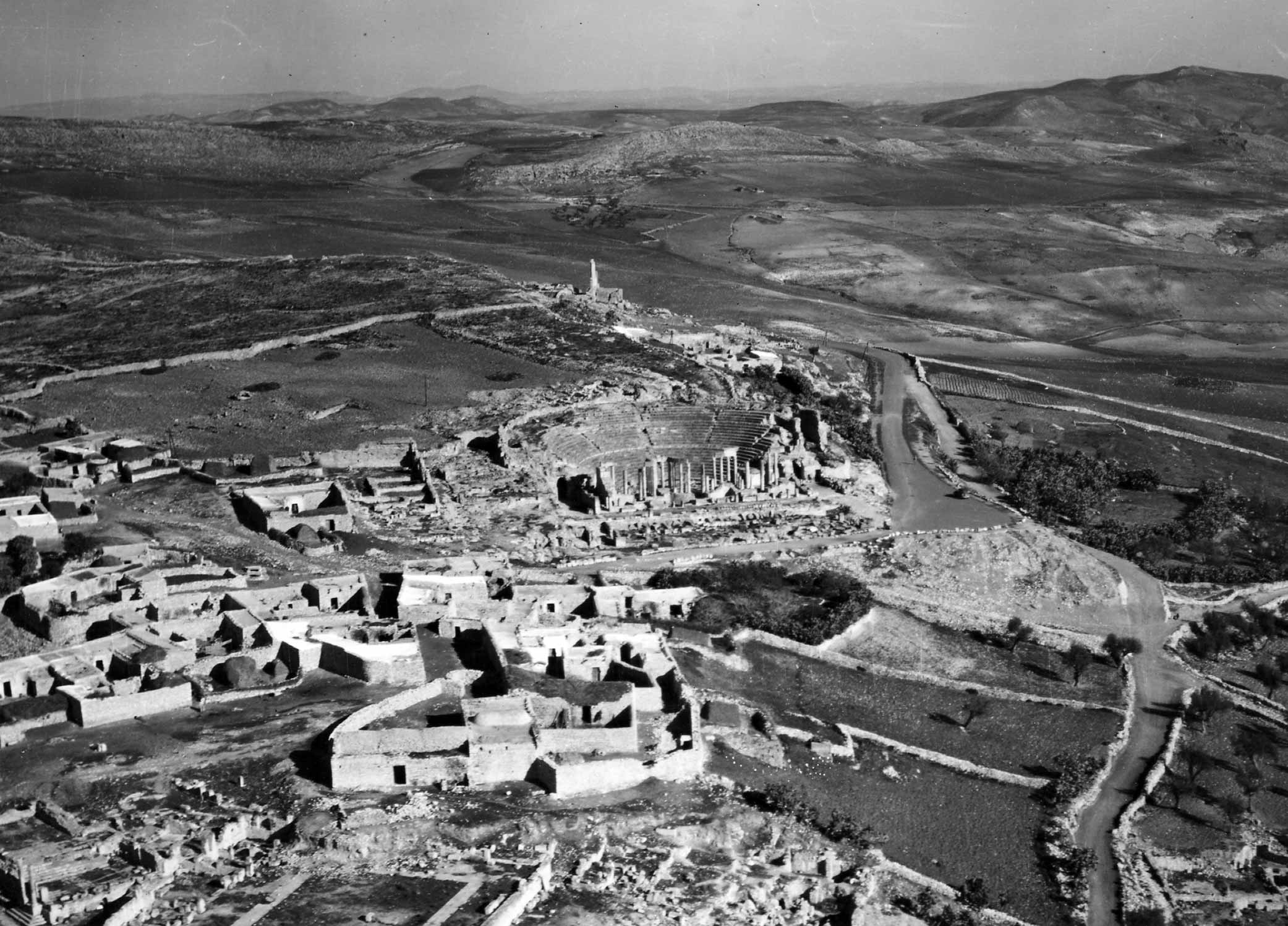
Vista aérea del Teatro (1950)
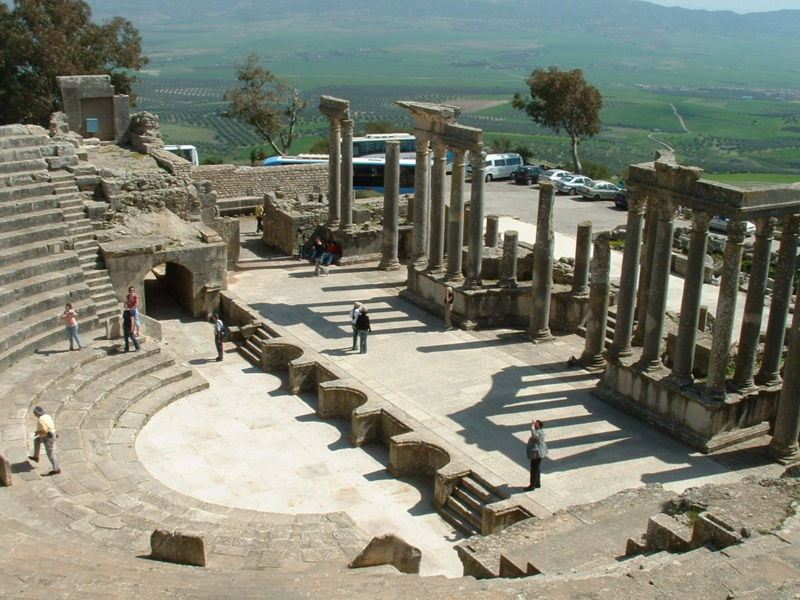
Teatro de Dougga
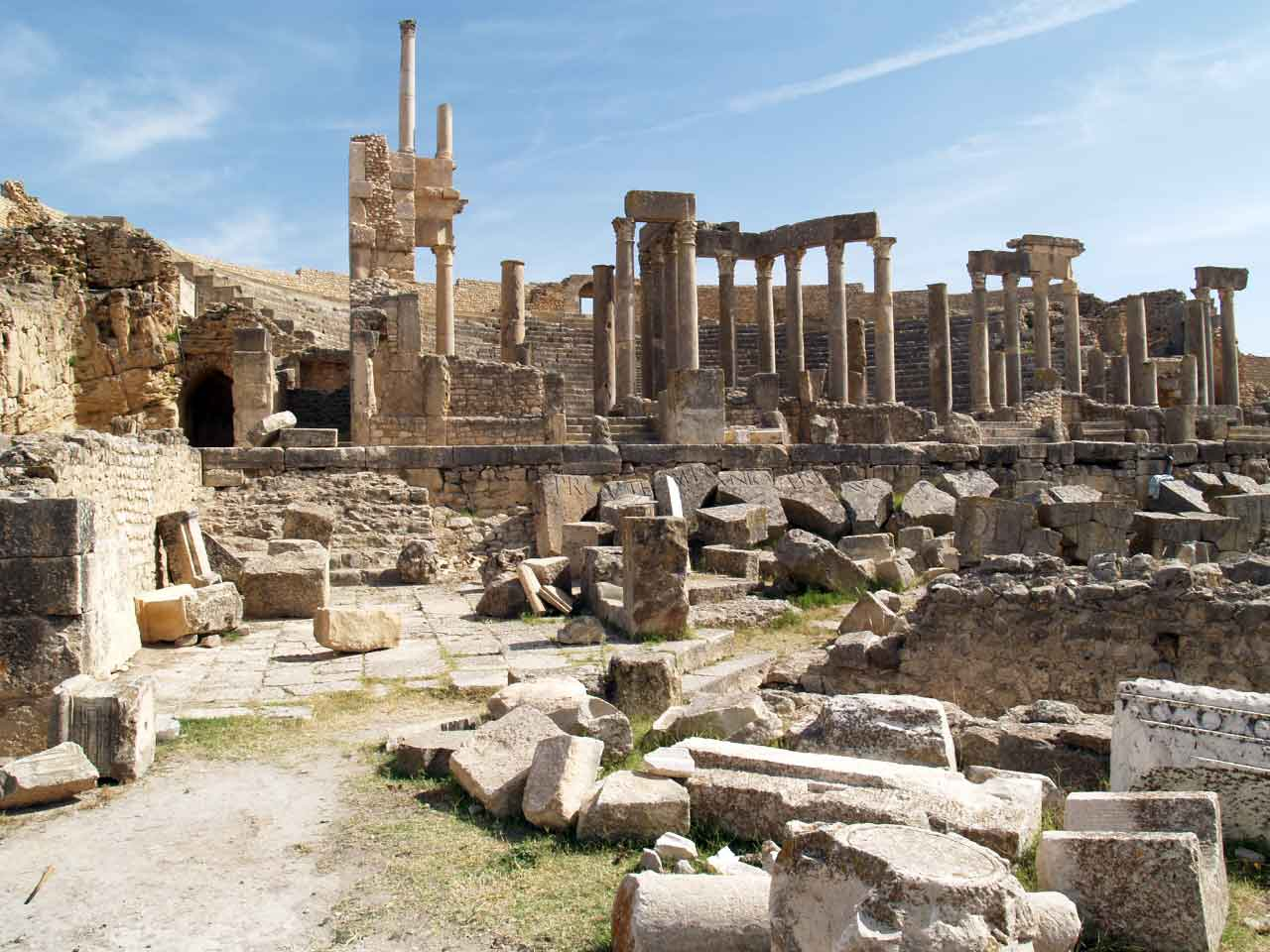
Sillares del teatro en espera de su reintegración

## Véase también

Plano de Dugga con la disposición de los principales monumentos